# Messerschmitt Bf 108

Silnik Argus As-10 eksponowany w MLP w Krakowie

Messerschmitt Bf 108 Taifun – niemiecki jednosilnikowy samolot sportowy i łącznikowy zaprojektowany przez Willy'ego Messerschmitta. Doświadczenia przy konstruowaniu tego samolotu wykorzystano do najliczniej produkowanego niemieckiego samolotu myśliwskiego II wojny światowej - Messerschmitt Bf 109. Osiągał prędkość maksymalną ok. 300 km/h, 4-miejscowy.
Powszechnie używany przez niemieckich oficerów jako środek transportu w czasie II wojny światowej.